# Sylvère Linster
Johann Peter Sylverius (Sylvère) Linster (Altwies, 18 juni 1894 – Luxemburg-Stad, 26 december 1973) was een Luxemburgs glazenier en ontwerper.

## Leven en werk
Sylvère Linster was een zoon van glazenier Pierre Linster (1863-1906) en Catharina Renell. Hij was een jongere broer van Jean Linster (1893-1968), die later burgemeester van Mondorf-les-Bains werd. Linster werd opgeleid aan de École d'artisans de l'État en studeerde aan de École des Arts Decoratifs en de École des Beaux-Arts in Parijs. Toen de Eerste Wereldoorlog uitbrak werkte hij als assistent van glazenier Gaudin in Parijs. Hij bleef er en restaureerde na de oorlog glas-in-loodramen voor diverse Franse kerken. Hij trad vervolgens in dienst bij Gruber in Parijs, die als vernieuwer van hedendaags glas in lood werd gezien. Linster werd geïnspireerd door de ideeën van Gruber, die vond dat een raam strak, grafisch en leesbaar moest zijn.
Linster keerde terug naar Mondorf, waar hij met zijn broer Jean werkte in het in 1891 door hun vader gesticht glazeniersatelier. Sylvère was de artistiekeling van de twee en werd hoofd van de werkplaats. In 1957 ontvingen zij groothertogin Charlotte van Luxemburg en haar echtgenoot op het atelier. De ramen van de firma Linster zijn in heel Luxemburg te vinden.
Linster ontwierp naast glas-in-loodramen onder meer affiches en vaandels. Hij werd lid van de kunstenaarsvereniging Cercle Artistique de Luxembourg, die mede door zijn vader werd opgericht. In 1940 was hij met Michel Jungblut, Jean-Théodore Mergen en Michel Haagen betrokken bij de heroprichting van de 'Société des Artistes Décorateurs du Grand-Duché de Luxemburg Ardeco', die eerder maar kort (1923-1929) had bestaan.
Sylvère Linster overleed op 79-jarige leeftijd in de Sint-Elisabethkliniek in Luxemburg-Stad. Hij werd begraven in het familiegraf in Mondorf. Zijn erven verkochten het woonhuis en glasatelier in Mondorf in 1974 aan Bernard Bauer. In 2017 verwierf het Musée national d‘histoire et d‘art bijna 120 voorbereidende tekeningen voor glas-in-loodramen van Pierre en Sylvère Linster.

## Enkele werken
- 1927: illustraties voor Hémechtslauden, een gedichtenbundel van Jos. Sevenig. Luxemburg: P. Worré-Mertens.
- 1958: ontwerp vaandel voor de brandweer in Mondorf.
- 1959: ontwerp affiche voor de Floralies in Mondorf. Gedrukt bij Imp. Max-Massart in Brussel.
- 1961: ontwerp vaandel voor het 75-jarig kerkkoor in Mondorf. Uitgevoerd in het atelier van V. & A. Meyers in Luxemburg, met borduurwerk uit Brugge.

- Musée national d'archéologie, d'histoire et d'art: lkl000312